# Siphona akidnomyia
Siphona akidnomyia là một loài ruồi trong họ Tachinidae.